# Tegostoma bipartalis
Tegostoma bipartalis là một loài bướm đêm trong họ Crambidae.